# Dactylorhiza juennensis
Dactylorhiza juennensis là một loài thực vật có hoa trong họ Lan. Loài này được Perko mô tả khoa học đầu tiên năm 1997.